# Presličica
Presličica (lat. Muscari), rod jednosupnica iz porodice šparogovki. Pedeset priznatih vrsta lukovičastih trajnica koje su rasprostranjene po Mediteranu Europe, Afrike i Azije, te na zapadu i jugozapadu Azije.
U Hrvatskoj raste mala presličica (M. botryoides), čevuljasta presličica ili zmijino grožđe (M. neglectum), sitnocvjetna presličica (M. parviflorum)
Kitnjasta presličica ili čuperasta presličica ne pripada ovom rodu nego u rod Leopoldia, Leopoldia comosa (L.) Parl.

## Vrste
1. Muscari adilii M.B.Güner & H.Duman
2. Muscari albiflorum (Täckh. & Boulos) Hosni
3. Muscari alexandrae A.P.Khokhr.
4. Muscari alpanicum Schchian
5. Muscari anatolicum Cowley & Özhatay
6. Muscari armeniacum Leichtlin ex Baker
7. Muscari artvinense Demirci & E.Kaya
8. Muscari atillae Yildirim
9. Muscari atlanticum Boiss. & Reut.
10. Muscari aucheri (Boiss.) Baker
11. Muscari baeticum Blanca, Ruíz Rejón & Suár.-Sant.
12. Muscari botryoides (L.) Mill.
13. Muscari bourgaei Baker
14. Muscari cazorlanum C.Soriano, Rivas Ponce, R.Lozano & M.Ruíz
15. Muscari commutatum Guss.
16. Muscari discolor Boiss. & Hausskn.
17. Muscari dolichanthum Woronow & Tron
18. Muscari elegantulum Schchian
19. Muscari fatmacereniae Eker
20. Muscari fertile Ravenna
21. Muscari filiforme Ravenna
22. Muscari grandifolium Baker
23. Muscari heldreichii Boiss.
24. Muscari hermonense Ravenna
25. Muscari hierosolymitanum Ravenna
26. Muscari inundatum Yildirim & Eker
27. Muscari kerkis Karlén
28. Muscari kurdicum Maroofi
29. Muscari lafarinae (Lojac.) C.Brullo & Brullo
30. Muscari latifolium Armitage, J.Kirk & Playne ex J.Kirk
31. Muscari lazulinum Ravenna
32. Muscari leucostomum Woronow
33. Muscari macbeathianum Kit Tan
34. Muscari macrocarpum Sweet
35. Muscari maritimum Desf.
36. Muscari microstomum Davis & Stuart
37. Muscari nazimiyense Yild. & Kiliç
38. Muscari neglectum Guss. ex Ten.
39. Muscari olivetorum Blanca, Ruíz Rejón & Suár.-Sant.
40. Muscari pamiryigidii Eker
41. Muscari parviflorum Desf.
42. Muscari pseudopallens Eker, Yildirim & Armagan
43. Muscari pulchellum Heldr. & Sart.
44. Muscari racemosum Mill.
45. Muscari sabihapinariae Eroglu, Pínar & Fidan
46. Muscari sandrasicum Karlén
47. Muscari serpentinicum Yildirim, Altioglu & Pirhan
48. Muscari sivrihisardaghlarensis Yild. & B.Selvi
49. Muscari stenanthum Freyn
50. Muscari tauricum Demirci, Özhatay & E.Kaya
51. Muscari tavoricum Ravenna
52. Muscari turcicum Uysal, Ertugrul & Dural
53. Muscari tuzgoluensis Yild.
54. Muscari ufukii E.Kaya & Demirci
55. Muscari vanense Uysal
56. Muscari vuralii Bagci & Dogu